# Famicom Detective Club (franchise)
Famicom Detective Club (ファミコン探偵倶楽部, Famicom Tantei Club) est une série de jeux vidéo aventure produite par la société japonaise Nintendo. Les jeux de cette série mettent en scène un jeune homme qui résout des meurtres dans le Japon rural.

## Historique commercial
Les deux premiers jeux de la série, The Missing Heir et The Girl Who Stands Behind, sont tous deux des jeux sortis sur la Famicom. Le premier est sorti en 1988, et le second en 1989. À eux deux, ils marquent le début de la carrière d'écriture de Yoshio Sakamoto.
Nintendo a ensuite sorti un remake de The Girl Who Stands Behind sur Super Nintendo en 1998. En 1997, ils ont également publié une histoire inédite sur Satellaview. Ce jeu épisodique est connu sous le nom de BS Tantei Club: Yuki ni Kieta Kako, et il est le seul à ce jour à n'être jamais sorti du Japon. En 2004, The Missing Heir est réédité au Japon sur Game Boy Advance.
En 2021, un remake des deux premiers jeux est sorti sur Nintendo Switch. Le remake s'intitule Famicom Detective Club: The Missing Heir & Famicom Detective Club: The Girl Who Stands Behind. Ce remake est développé par le studio Mages pour le compte de Nintendo.
Suivant la sortie de ce remake, Emio – L'Homme au sourire est un nouvel opus sorti sur Nintendo Switch en 2024. Ce jeu est également écrit par Yoshio Sakamoto, l'auteur des deux premiers opus.